# 1654 en musique classique
| \| • Retour à la chronologie générale de la musique classique • \| |
| Grèce • Rome • Haut Moyen Âge • VIIIe siècle • IXe siècle • Xe siècle • XIe siècle XIIe siècle • XIIIe siècle • XIVe siècle • XVe siècle • XVIe siècle • XVIIe siècle XVIIIe siècle • XIXe siècle • XXe siècle • XXIe siècle |
| • Retour à la chronologie générale de la musique classique • |

| Années en musique classique : 1651 - 1652 - 1653 - 1654 - 1655 - 1656 - 1657    |
| Décennies en musique classique : 1620 - 1630 - 1640 - 1650 - 1660 - 1670 - 1680 |

## Événements
- 12 janvier : Xerse, dramma per musica de Francesco Cavalli, est représenté pour la première fois à Venise.
- Fondation de l'Opéra de Naples.
- Jean-Baptiste Lully constitue les Petits Violons.

## Naissances

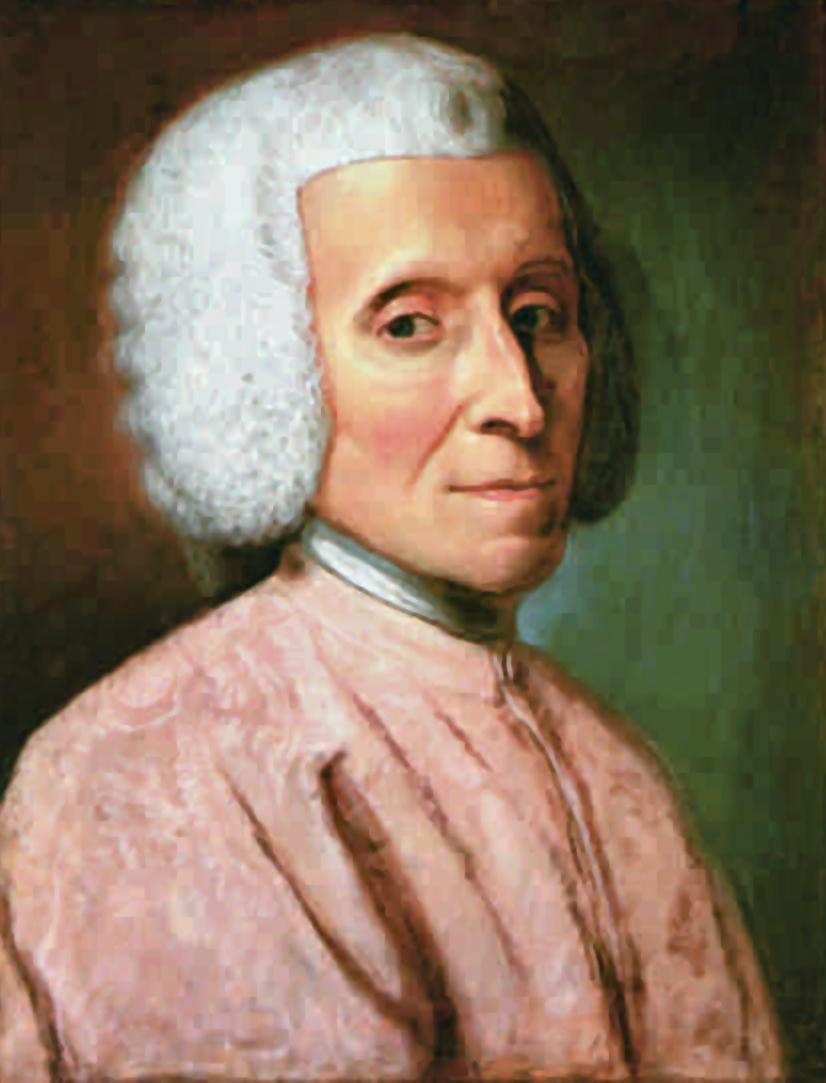
Vincent Lübeck

- 3 février : Pietro Antonio Fiocco, compositeur italien († 3 septembre 1714).
- 7 février : Gottfried Ernst Pestel, compositeur et organiste allemand († 7 septembre 1732).
- 6 mars : Ludovico Roncalli, musicien et compositeur italien († 1713).
- 25 juillet : Agostino Steffani, compositeur, diplomate et évêque auxiliaire italien († 12 février 1728).
- Septembre : Vincent Lübeck, organiste allemand († 9 février 1740).

Date indéterminée :
- Quirinus van Blankenburg, compositeur, organiste, carillonneur et théoricien de la musique néerlandais († 1739).
- Étienne Loulié, musicien, pédagogue et théoricien de la musique français († 16 juillet 1702).
- Pier Francesco Tosi, castrat et compositeur italien († 1732).

Vers 1654 :
- Servaes de Koninck, compositeur néerlandais  d'origine flamande († vers 1701).

## Décès
- 24 mars : Samuel Scheidt, compositeur et organiste allemand (° 4 novembre 1587).
- 29 mai : Cornelis Helmbreecker, organiste et compositeur néerlandais (° 1590).

Date indéterminée :
- Francisco Correa de Arauxo, organiste compositeur espagnol (° 1584).